# Pražmovití
Pražmovití (Bramidae), ve starší literatuře jako ryby brámovité, lidově někdy mořští cejni, je čeleď malých mořských ryb z řádu Scombriformes (dříve řazená do sběrného řádu Perciformes), jejíž zástupci obývají otevřená prostranství Tichého, Indického a Atlantského oceánu včetně Středozemního moře.

## Systematika
K roku 2016 se rozeznávalo 7 rodů a kolem 20 druhů ve dvou podčeledích:
- podčeleď Braminae
  - Brama Bloch & Schneider, 1801
  - Eumegistus Jordan & Jordan, 1922
  - Taractes Lowe, 1843
  - Taractichthys Mead & Maul, 1958
  - Xenobrama Yatsu & Nakamura, 1989

- podčeleď Pteraclinae
  - Pteraclis Gronow, 1772
  - Pterycombus Fries, 1837

## Charakteristika
Pražmovití mají jednu hřbetní ploutev vybavenou nevětvenými trny. Hřbetní ploutev se u některých druhů táhne podél celého těla. Řitní ploutev je beztrná. Počet obratlů se pohybuje mezi 36–54. I když se jedná o převážně menší rybky, pražma dlouhoploutvá (Taractichthys longipinnis) může dosahovat délky i 85 cm.
Při nejmenším některé druhy jako pražma obecná nebo pražma japonská (Brama japonica) vykonávají denní vertikální migraci i sezónní dálkové migrace za potravou. Pražma japonská se na přelomu jara a léta vydává na sever do subarktických oblastí střední části severního Pacifiku, zatímco v zimě se vrací do subtropických vod, kde dochází ke tření.

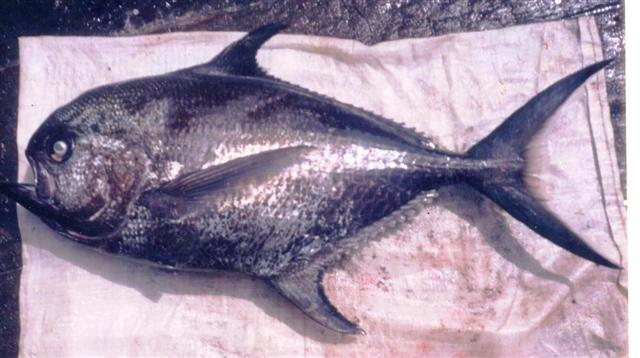
Pražma Steindachnerova (Taractichthys steindachneri)
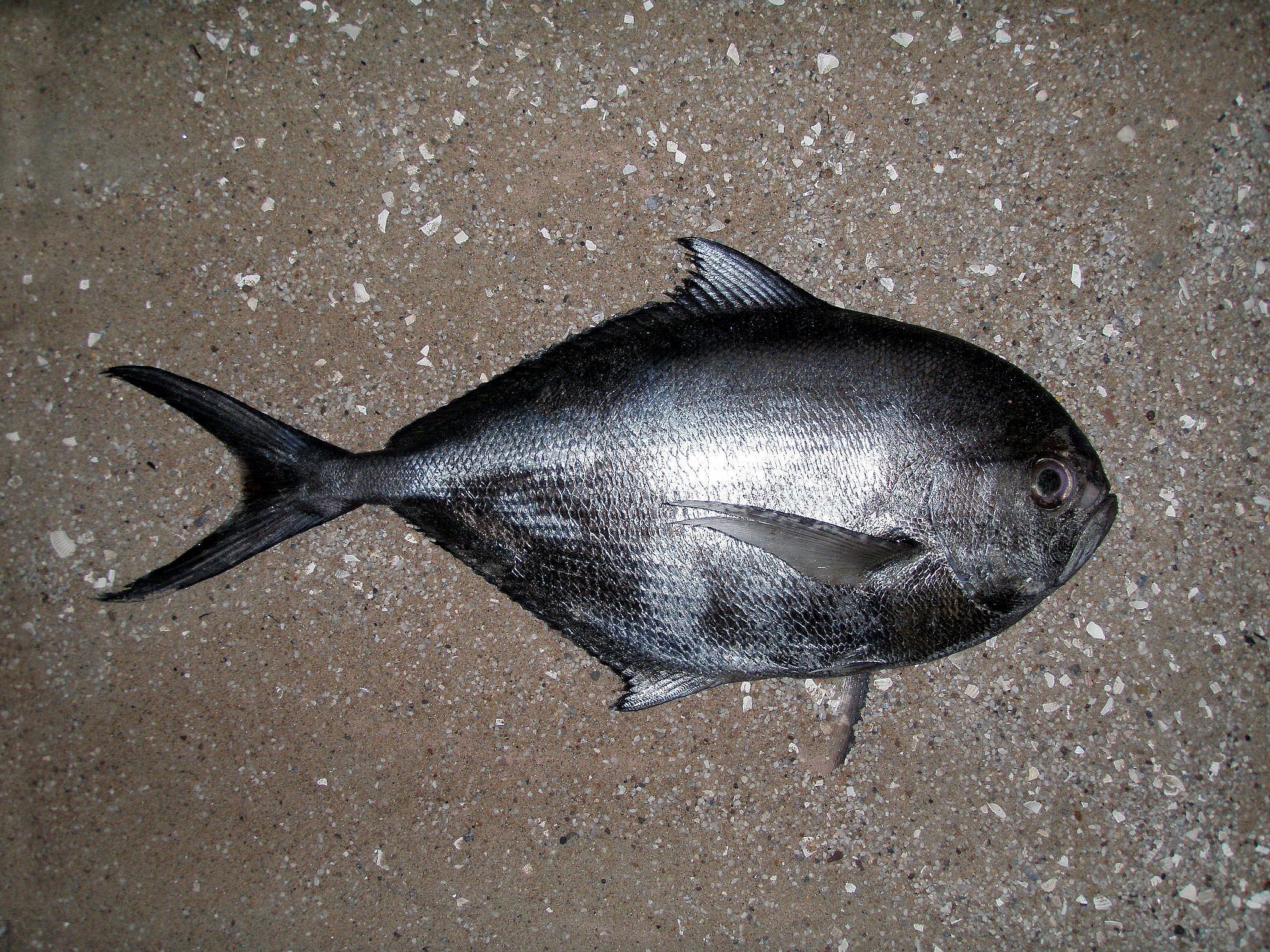
Pražma obecná (Brama brama)
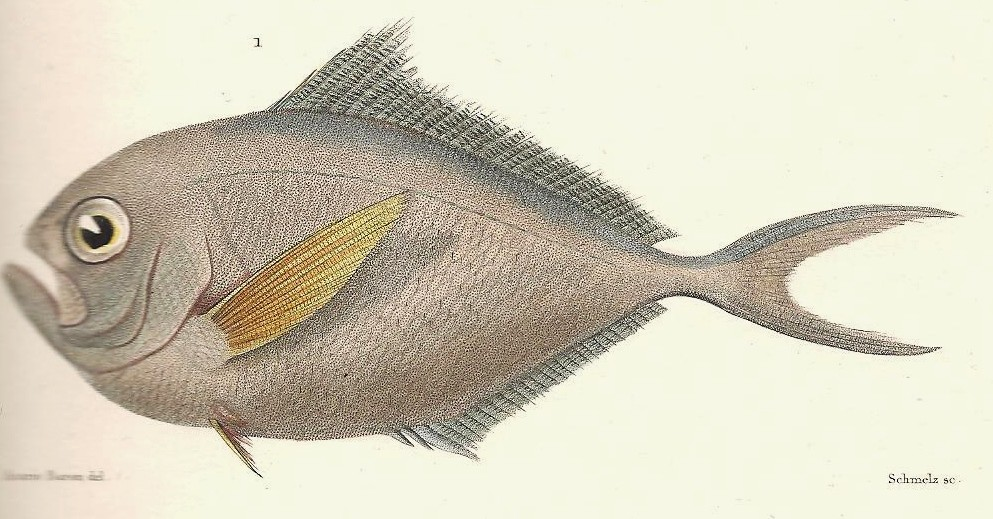
Pražma chilská (Brama australis)
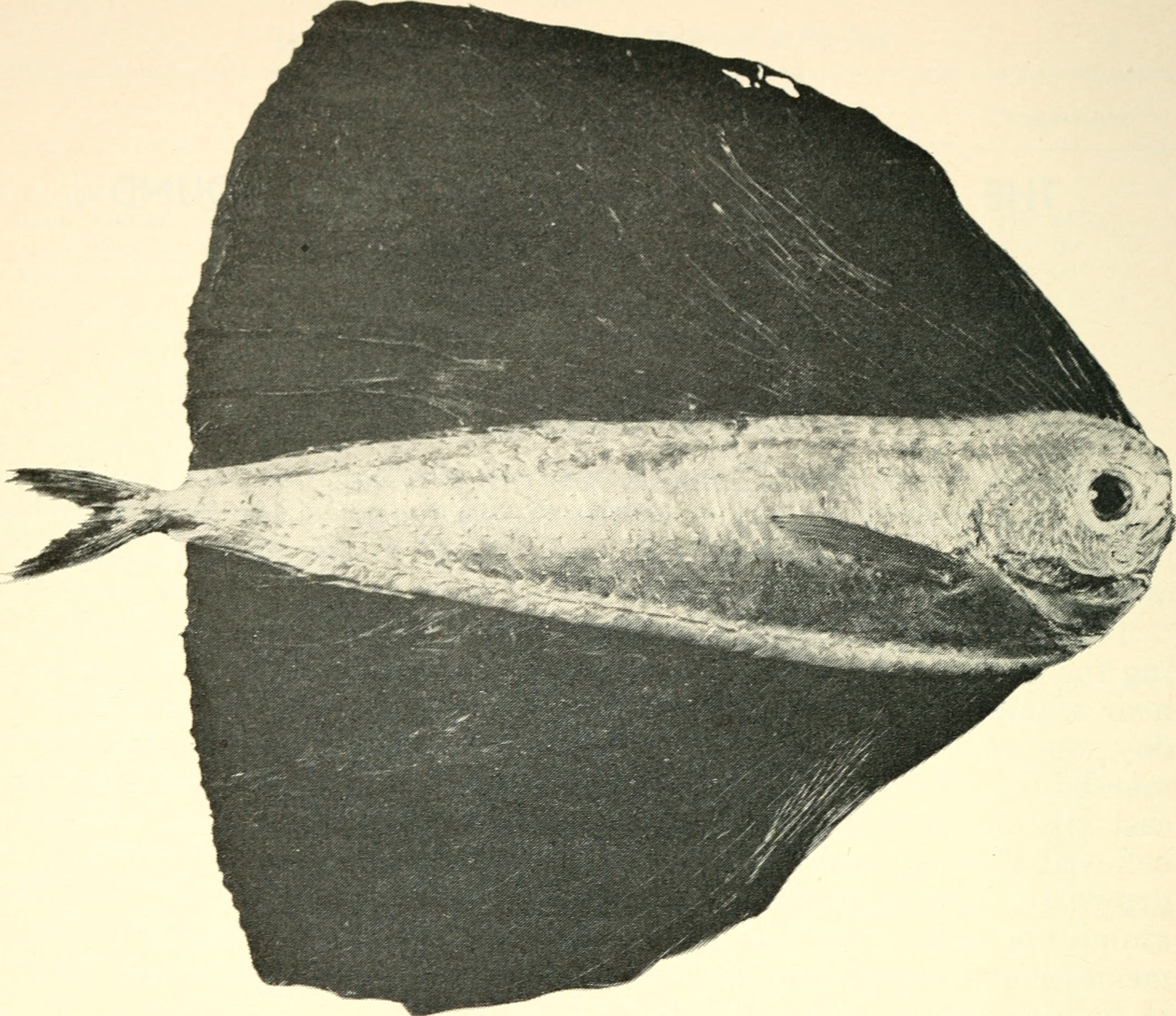
Pražma plachtoploutvá (Pteraclis velifera)
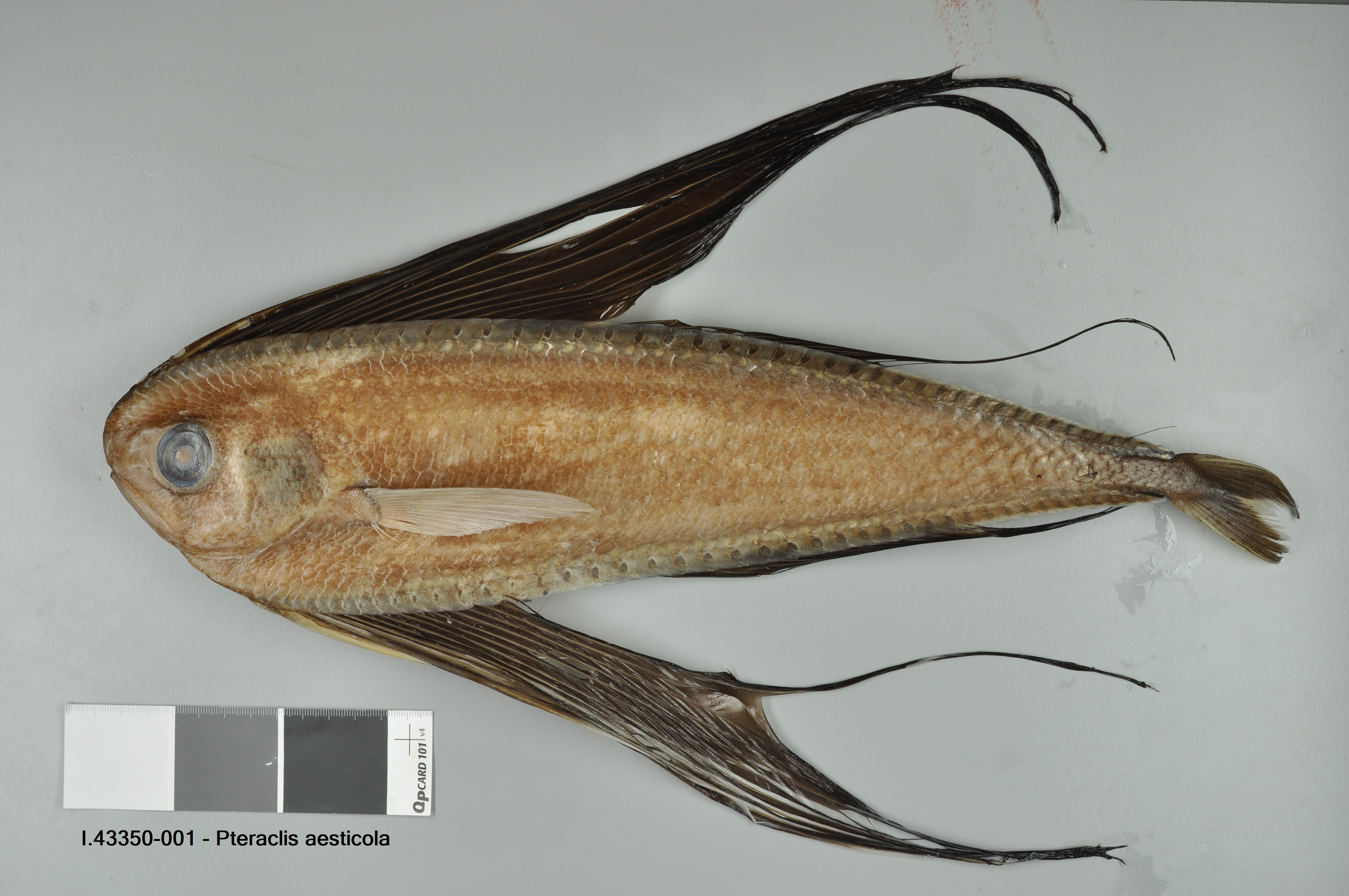
Pražma velkoploutvá (Pteraclis aesticola)

## Hospodářský význam
Pražmy jsou v mnoha zemích běžně konzumovány lidmi. Např. u havajských břehů dochází k lovu pražmy Steindachnerovy (Taractichthys steindachneri) a v mnohem menší míře i pražmy briliantové (Eumegistus illustris), které jsou místně známy jako monchong. Tyto druhy se prodávají hlavně do restaurací, kde pro svůj vysoký obsah tuku bývají připravovány na grilu, vhodné jsou nicméně i k jiným úpravám. U evropských břehů se hojně loví hlavně pražma obecná, která je díky svému kosmopolitnímu rozšíření hojně lovena i v řadě jiných zemí (např. Bangladéš, Nový Zéland aj.).

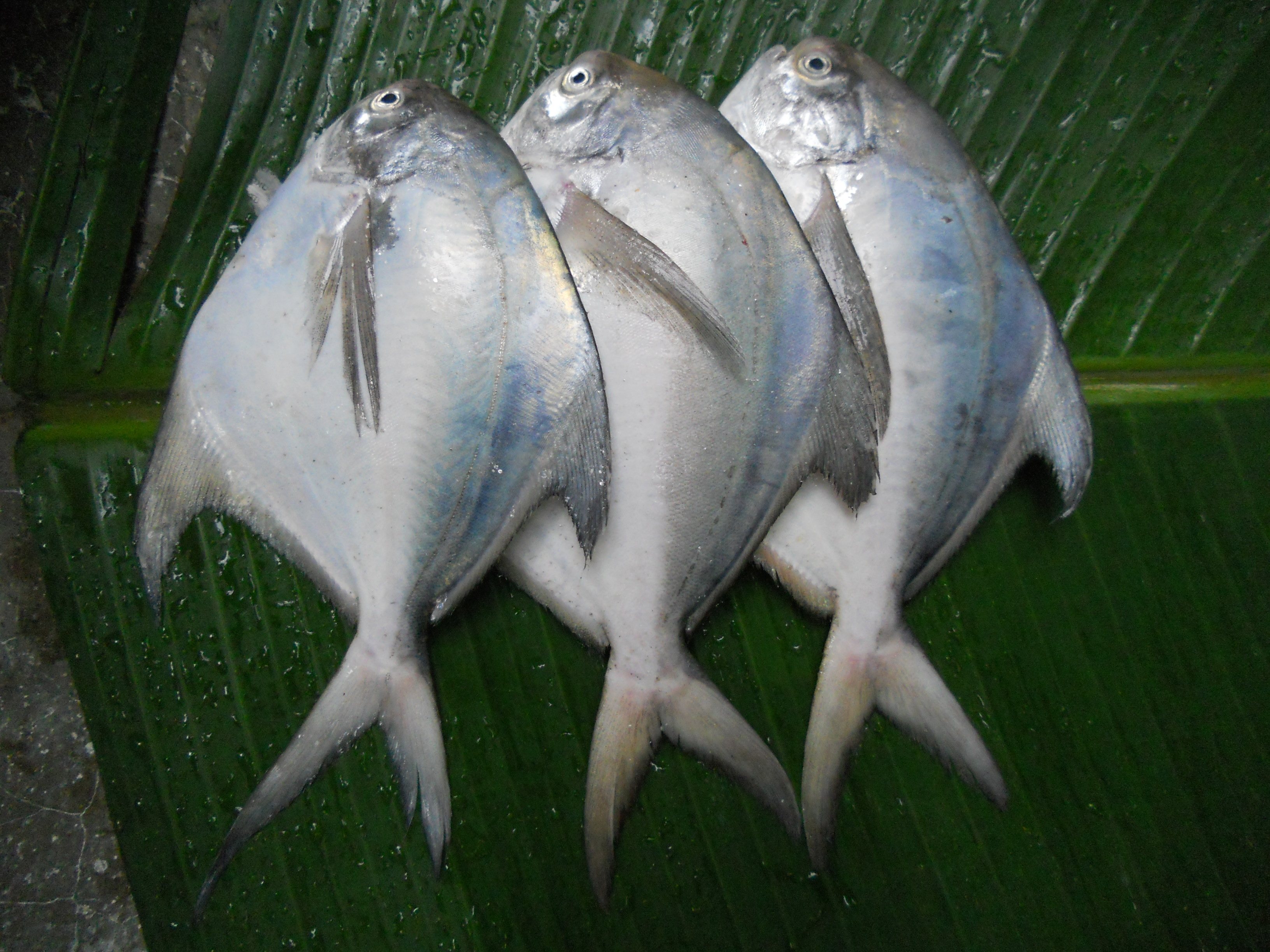
Chycené pražmy u kéralských břehů
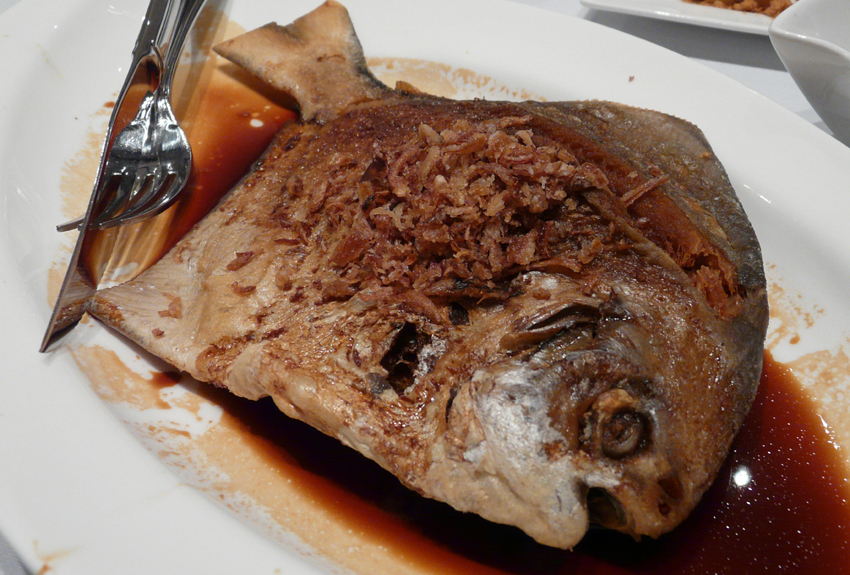
Smažená pražma
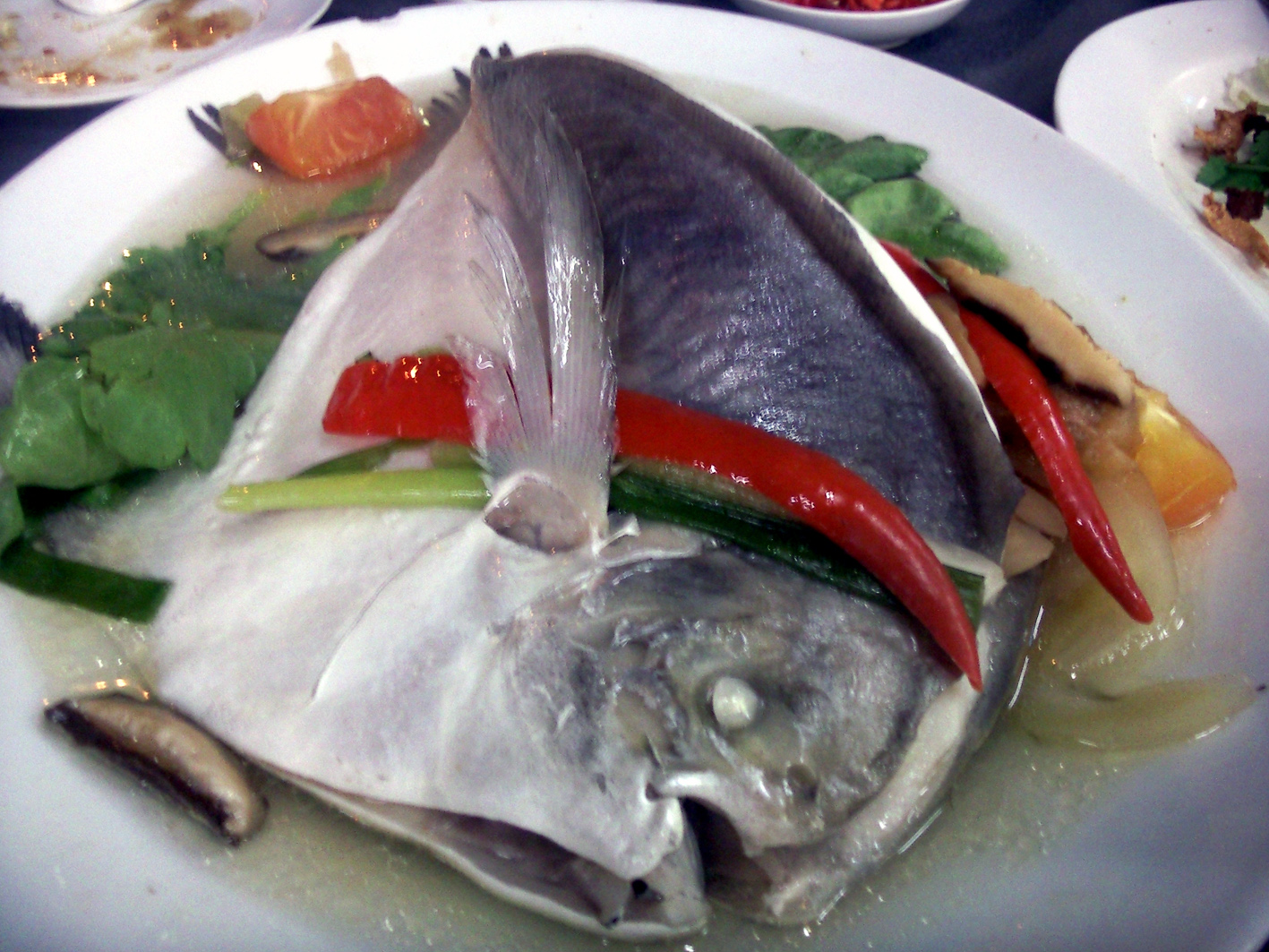
Pražma na páře
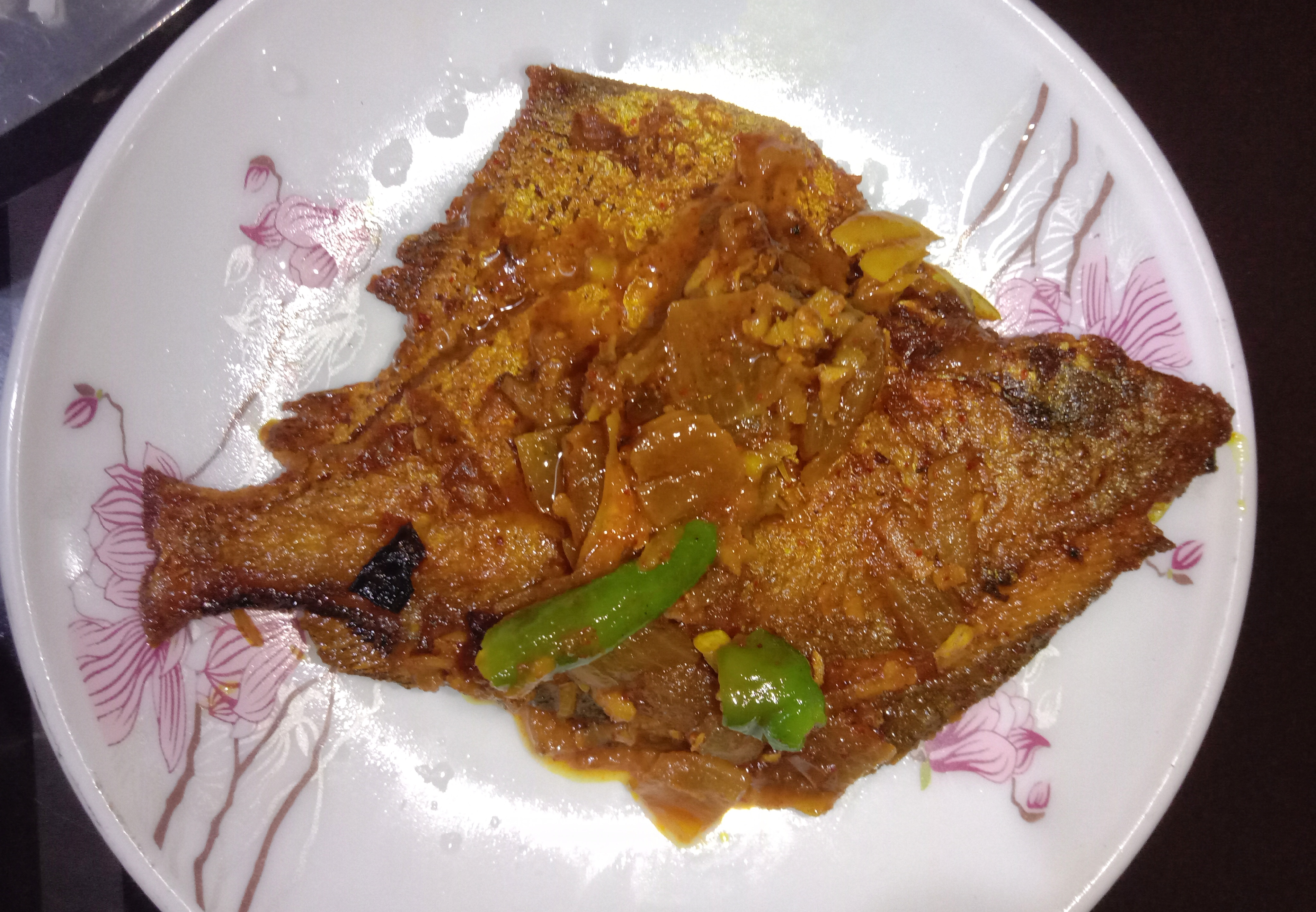
Kari z pražmy (Západní Bengálsko)
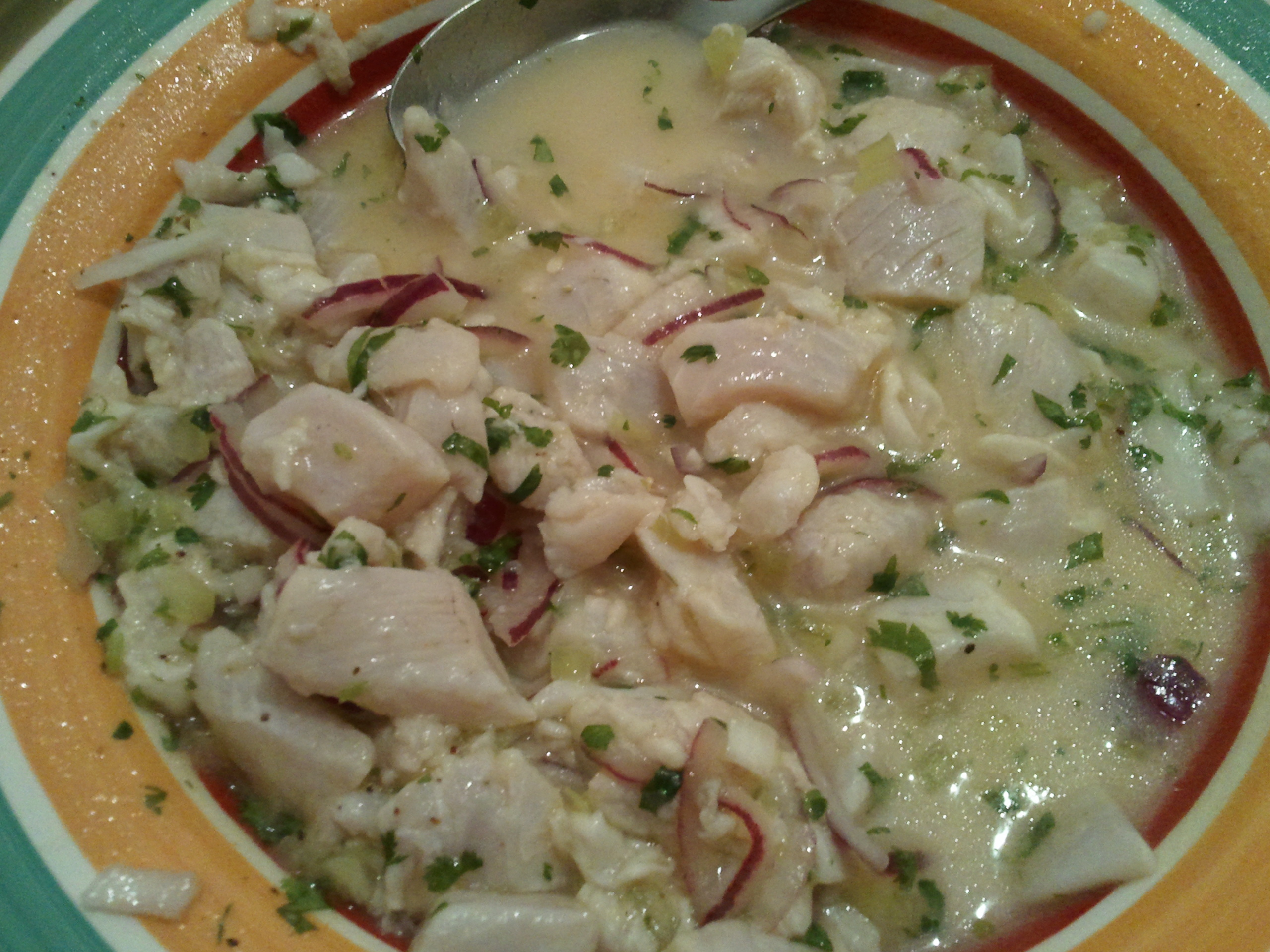
Marinovaná pražma se zeleninou